# Zdenci
Zdenci – wieś w Chorwacji, w żupanii virowiticko-podrawskiej, siedziba gminy Zdenci. W 2011 roku liczyła 930 mieszkańców.